# Super Mama Djombo
Super Mama Djombo é uma banda da Guiné-Bissau que canta em crioulo da Guiné-Bissau. A banda foi formada em meados da década de 1960, em um acampamento de escuteiros, quando os membros eram apenas crianças (o mais novo tinha seis anos). Mama Djombo é o nome de um espírito ao qual muitos lutadores apelaram para proteção durante a Guerra de Independência da Guiné-Bissau.

## História
Em 1974, juntou-se ao grupo o politicamente consciente líder da banda, Adriano Atchutchi. O grupo tornou-se imensamente popular no jovem país, que havia conquistado a independência no mesmo ano. Eles tocavam frequentemente nos discursos públicos do presidente Luís Cabral, e seus concertos eram transmitidos ao vivo pela rádio.
No início de 1980, eles foram para Lisboa e gravaram seis horas de material. O primeiro álbum Na cambança foi lançado no mesmo ano, e a música Pamparida, que foi baseada em uma canção infantil, se tornou um grande sucesso em toda a África Ocidental.
Em 1980, Cabral foi deposto, e o novo regime de João Bernardo Vieira não apoiou mais a banda. Eles tiveram menos oportunidades de se apresentar e se separaram em 1986.
No entanto, a trilha sonora do filme de Flora Gomes Udju Azul di Yonta (Os olhos azuis de Yonta) (1993) foi gravada por Adriano Atchutchi e outros membros da banda original sob o nome de Super Mama Djombo.

### Turnê
Em 2012, Super Mama Djombo fez uma turnê pela Europa aparecendo no Afrika Festival Hertme. A banda incluía vários dos membros originais, o baterista Zé Manel, o guitarrista Miguelinho N'Simba, o percussionista Armando Vaz Pereira e Djon Motta, junto com novos membros, como o guitarrista solo Fernando Correia da banda Freaky Sound. Embora Adriano Atchutchi, o compositor e líder da banda original, não faça parte da formação atual, o golpe militar em abril fez com que ele tivesse que deixar seu posto como governador provincial quando os militares assumiram as funções do governo, então ele pôde comparecer aos ensaios para ajudar a banda a se preparar para a turnê. A banda disse que esperava que a turnê "mostrasse às pessoas que o som mais alto da Guiné-Bissau não é o de tiros, mas o da música."